# Rhyncomya columbia
Rhyncomya columbia är en tvåvingeart som först beskrevs av Johann Wilhelm Meigen 1824.  Rhyncomya columbia ingår i släktet Rhyncomya och familjen Rhiniidae. Inga underarter finns listade i Catalogue of Life.